# Марија Магдалена (песма)
"Марија Магдалена" је песма хрватске певачице Дорис Драговић, објављена 7. марта 1999. године. Написали су је и компоновали Тончи Хуљић и Вјекослава Хуљић, а продуцирао Реми Казиноти. Песма је освојила Дору 1999. и представљала је Хрватску на Песми Евровизије 1999. где је завршила на четвртом месту са 118 бодова. Песма је функционисала и као главни сингл на дванаестом студијском албуму Крајем вијека. Унутар Хрватске, песма је постигла значајну популарност и наметнула се као један од њених најистакнутијих музичких успеха.

## Позадина и издање
Драговићева је раније учествовала на Песми Евровизије када је представљала Југославију на Песми Евровизије 1986. у Бергену у Норвешкој са песмом Жељо моја. Њен наступ је обезбедио 11. место са укупно 49 бодова. Хрватска је као независна држава дебитовала на такмичењу 1993.
Од 1995. године Драговић сарађује са Тончијем Хуљићем, који ће компоновати „Марију Магдалену“ за њен дванаести студијски албум Крајем вијека. Текстове је написала Вјекослава Хуљић, а продукцију је урадио Реми Казиноти. Песма је снимљена у ТМ студију у Загребу и званично је објављена 7. марта 1999. Дебитовао је уживо на Дори 1999. где је освојио прву награду. Након њене победе на Дори, песма је објављена у ЦД сингл формату од стране Тонике и Орфеја за хрватско тржиште, а преко Jupiter Records-а је доступна и за европско тржиште. Енглеска верзија је такође снимљена и објављена.
Дана 8. маја 2023., представљена је новија верзија песме, у којој је аутор песме Тончи Хуљић у сарадњи.

## Спот
Музички спот уз песму био је под редитељском палицом Катје Рестовић. Снимање се одвијало у пролеће 1999. године, на острву Брач. Унутар спота, Драговићева је истакнута обучена у црну хаљину, изводећи свој наступ на различитим локацијама широм острва.

## Песма Евровизије

### На Дори
7. марта 1999., одржан је избор за хрватског представника за Песму Евровизије 1999. године. Од 24 пријаве, Драговићева је била 21. која је извела свој унос. У секвенци гласања песма је добила 195 поена од регионалних жирија уз додатак од 12 поена публике и тако победила на такмичењу са укупно 207 поена.

### На Евровизији
Песма је представљала Хрватску на Песми Евровизије 1999., након што је изабрана преко Доре 1999. Због великог броја земаља које желе да учествују у такмичењу, систем испадања је уведен 1993 како би се смањио број земаља које би могле да се такмиче у такмичењу сваке године. Хрватска је имала довољно висок просечан укупан број поена да се квалификује у финале издања 1999. одржаног у Међународном конгресном центру у Јерусалиму 29. маја 1999.
| Поени | Земља                                     |
| ----- | ----------------------------------------- |
| 12    | - Словенија - Шпанија                     |
| 10    | Немачка                                   |
| 8     | - Аустрија - Босна и Херцеговина - Турска |
| 7     | - Француска - Израел - Пољска             |
| 6     | - Ирска - Литванија - Португалија         |
| 5     | - Белгија - Малта                         |
| 4     | Исланд                                    |
| 3     | Естонија                                  |
| 2     | Кипар                                     |
| 1     | - Холандија - Шведска                     |

### Контроверзе
Да би управљала све већим бројем земаља које траже учешће, Евровизија је увела систем просечног бодовања, заснован на претходним резултатима сваке земље. Откривено је да је током наступа коришћена пратња ван сцене у виду мушког хора. Сходно томе, Хрватска се суочила са казном у виду одбитка једне трећине од својих просечних оцена. За саму песму нису направљени одбици, тако да пласман песме на конкурсу тачно одражава бодове које је добила. Хуљић је у неколико интервјуа дао различите примедбе тврдећи да су дотични одбици приписани самој песми. Међутим, вреди напоменути да ова тврдња до данас остаје непроверена и недоказана. Истрага о питању унапред снимљених пратећих вокала покренута је у име норвешке делегације  коју је предводио Јон Ола Санд.

## Списак песама
Хрватски ЦД сингл
1. „Марија Магдалена“ – 3:03
2. „Марија Магдалена“ (енглеска верзија) – 3:02
3. „Марија Магдалена“ (инструментал) – 2:48
4. "Марија Магдалена" (музички видео)

Европски ЦД сингл 
1. „Марија Магдалена“ (енглеска верзија) – 3:02
2. „Марија Магдалена“ – 3:03
3. "Марија Магдалена" (инструментал) – 2:48

## Уживо извођења
Поред наступа на догађајима Доре и Евровизије, песма "Марија Магдалена" постала је стални део концертног репертоара, редовно извођена као соло или као саставни део уз њене друге песме у разним емисијама и свиркама. По наведеној пракси, Дорис се често опредељује да своје концертне наступе започне са овом песмом због њених „формалних и драмских атрибута“, што је чини веома погодним избором за предгрупу. Најновија прилика у којој је коришћена као уводно дело десила се током њеног концерта одржаног у Спаладиум Арени у Сплиту, поводом њене 40-годишње каријере.
Драговић и Данијела Мартиновић су 14. јуна 2018. године, током доделе награда Златни Студио, сарађивали у извођењу мешавине са избором њихових песама за Евровизију.

## Наслеђе
Песма се сматра једном од најистакнутијих хрватских песама на Евровизији и ужива значајну подршку међу фановима и критичарима Евровизије. У онлајн анкети из 2012. на хрватском сајту Евросонга, „Марија Магдалена“ је изабрана за најбољу песму у земљи на Евровизији. У анкети из маја 2018. коју је спровео Еурофест Хрватска, група навијача Хрватске Песме Евровизије, „Марија Магдалена“ је рангирана као друго најбоље учешће Хрватске.

### Препеви
Песма је претрпела неколико обрада последњих година, са запаженим обрадама, укључујући и ону руског певача Филипа Киркорова из 2000. године, изведену на руском језику. 2021. године, још једну интерпретацију песме представила је хрватска певачица Албина Грчић, која је представљала Хрватску на Песми Евровизије 2021 . Исте године, ТоМа, хрватски певач који је учествовао на музичком такмичењу Дора 2021, такође је извео песму у оквиру онлајн концерта „Еуросонг од дома“, догађаја који је организовао eurosong.hr.